# Frederik Winkel Horn
Frederik Winkel Horn, född 19 juli 1845, död 17 november 1898, var en dansk författare. Han började som arkeolog, men gick över till litteraturhistoria. Från 1892 var han utgivare av Hagerups illustrerade konversationslexikon.

## Sammanfattning
Frederik Winkel Horn har gett ut en bra översättning av Saxo Grammaticus danska krönika (Gesta Danorum), som också innehåller mycket vackra illustrationer av den grafiska konstnären Louis Moe. Han är dock mer känd som översättare och författare. Hans danska litteraturhistoria är också mycket läsvärd. Han är också känd för sin översättning av Alexandre Dumas den äldre böcker om de tre musketörerna.

## Winkel Horns produktion
- Digte, 1872.
- Nordiske Heltesagaer, 1876.
- Peder Syv : en literærhistorisk Studie, doktorgrad, 1878.
- Mennesket i forhistorisk tid, 1878.

- Den ældre Edda, 1869, dansk översättning från isländska av äldre eddan.
- Billeder af Livet paa Island : islandske sagaer, 3 band, 1871–1876.
- Nordiske heltesagaer, 1876.
- Den danske Literaturs Historie fra dens Begyndelse til vore Dage : en Haandbog, 2 band, 1881.
- Kort Udsigt over Nordens Oldtidsminder, 1883.
- N.F.S. Grundtvigs liv og gerning : et biografisk forsøg, 1883.
- Ludvig Holberg: en Levnedsskildring, 1884.
- E. Bellamy, Anno 2000-1889, roman, 1889, från engelska till danska.
- Vore fædres guder : en kortfattet nordisk mytologi til læsning i skole og hjem, 1891.
- Jomsvikingerne : Skildringer fra Nordens Sagatid, 1895.
- Saxo Grammaticus, Danmarks historie, 1896-1898, översättning till danska från latin.
- Ludvig Holbergs levnedsbreve, 1897.
- Alexandre Dumas d.æ. De tre musketerer + Tyve Aar efter + Musketerernes sidste Bedrifter. 3 band, 1895–1902.

översätt av Fr. Winkel Horn och C. Michelsen samt av Carl Muusman. Med illustrationer av Maurice Leloir. Den samlede uforkortede og pragtfuldt illustrerede udgave af Alexandre Dumas'
fantastiske eventyrroman med alt, hvad hjertet kan begære af kapper, kårder, kardinaler, krig og kærlighed med Maurice Leloirs kongeniale tegninger.
Översättare från franska till danska, verksam 1871-1898.